# Guillermina de Baden
Guillermina de Baden (en alemán, Wilhelmine von Baden; Karlsruhe, 10 de septiembre de 1788-Darmstadt, 27 de enero de 1836) fue una princesa de Baden por nacimiento, y gran duquesa de Hesse y del Rin por matrimonio.

## Biografía
Era la hija menor del príncipe heredero Carlos Luis de Baden y de la landgravina Amalia de Hesse-Darmstadt, así como la hermana menor de Luisa de Baden, quien era emperatriz de Rusia; de Federica de Baden, quien fue reina de Suecia; de Carolina de Baden, reina de Baviera; y del gran duque Carlos II de Baden.

## Matrimonio y descendencia
Se casó el 19 de junio de 1804 en Karlsruhe con su primo hermano, el príncipe heredero Luis de Hesse-Darmstadt (1777-1848), que sucedería a su padre en 1830. Los asuntos de Luis pronto alejaron a la pareja, después de que Guillermina diera a luz a sus dos primeros hijos.
Guillermina tuvo siete hijos, de los que sólo cuatro llegaron a edad adulta: 
- Luis III (1806-1877), gran duque de Hesse y del Rin.
- Un niño nacido muerto (1807).
- Carlos (1809-1877), padre del gran duque Luis IV de Hesse-Darmstadt.
- Isabel (1821-1826).
- Una niña nacida muerta (1822).
- Alejandro (1823-1888), casado morganáticamente con Julia de Hauke.
- María (1824-1880), zarina de Rusia por su matrimonio con el zar Alejandro II de Rusia.

## Gran duquesa
Después de que su esposo sucedió a su padre en el trono ducal en 1830, usó los medios que tenía ahora para expandir su propiedad en Heiligenberg para poder mantenerse alejada de la corte de Darmstadt con la mayor frecuencia y el mayor tiempo posible.
Guillermina es la artífice de la creación del parque Rosenhöhe. En 1820 se compró el Castillo de Heiligenberg, convirtiéndolo en un espacioso jardín inglés, que se fusionó a la perfección con el paisaje circundante de Bergstrasse. Aquí también pronto tuvo un rosal, un gran columpio, un pabellón turco y una colección de especies exóticas que luego fue ampliada por su hijo, Alejandro, lo hizo agregar al gusto romántico de la época y lo decoró con hallazgos medievales de las ruinas y el pueblo de Jugenheim. 
Según rumores, Guillermina tuvo una relación con su chambelán, el barón Augusto von Senarclens de Grancy. Parece ser que los cuatro últimos hijos fueron fruto de su relación con el barón Augusto.[cita requerida]

## Ancestros
| Predecesor: Luisa de Hesse-Darmstadt | Gran duquesa consorte de Hesse y del Rin 4 de abril de 1830-27 de enero de 1836 | Sucesor: Matilde Carolina de Baviera |

- Datos: Q57533
- Multimedia: Princess Wilhelmine of Baden / Q57533